# Aatxe
Aatxe este un spirit popular basc. Este cunoscut uneori ca Etsai. El este un spirit dintr-o peșteră și adoptă forma unui taur roșu. Atacă criminalii și alte persoane răuvoitoare. El este teoretizat a fi o reprezentare a zeiței Mari , sau poate fi un agent de supraveghere a voinței ei, pedepsind persoanele care nu o plătesc așa cum trebuie. Un alt nume pentru el este Aatxegorri care înseamnă „vițel roșu”.